# Miss Terre 2018
Miss Terre 2018 est la 18e élection de Miss Terre, qui s'est déroulée à Pasay, dans la région du Grand Manille, aux Philippines, le 3 novembre 2018. La gagnante, la vietnamienne Nguyễn Phương Khánh, succède ainsi à la philippine Karen Ibasco, Miss Terre 2017.
Le thème de cette édition est : « Déesses de la Terre ».
C'est la 16e fois, sur 18 éditions, que le concours Miss Terre se déroule aux Philippines, dont la 4e fois à Pasay.

## Résultat final

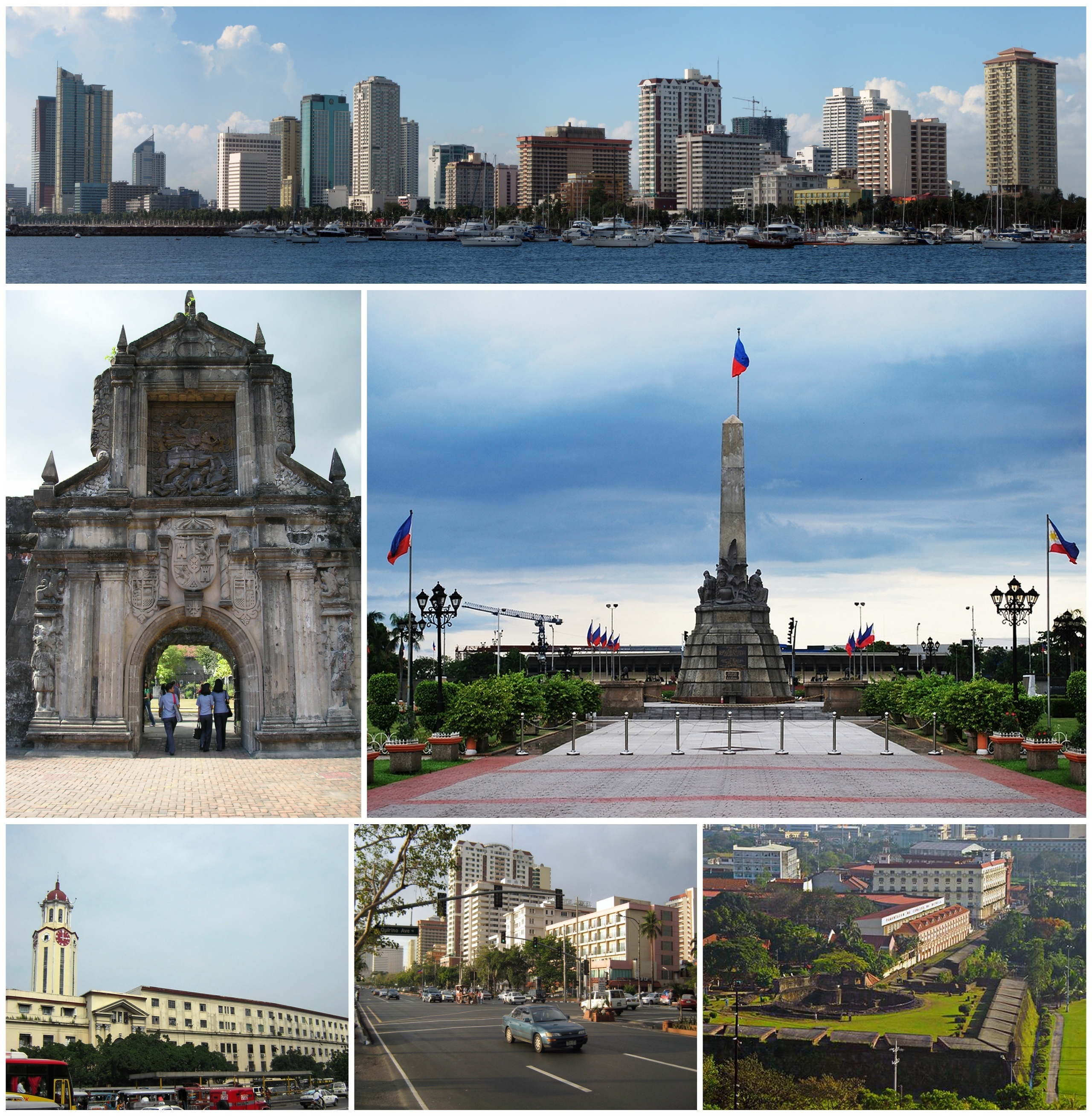
Manille, capitale des Philippines, pays hôte de cette 18e édition de Miss Terre.

### Classement final
| Résultats finaux      | Candidates |
| --------------------- | --- |
| Miss Terre 2018       | - Viêt Nam – Nguyễn Phương Khánh |
| Miss Terre – Air 2018 | - Autriche – Melanie Mader |
| Miss Terre – Eau 2018 | - Colombie – Valeria Ayos |
| Miss Terre – Feu 2018 | - Mexique – Melissa Flores (§) |
| Top 8                 | - Italie – Sofia Pavan - Philippines – Celeste Cortesi - Portugal – Telma Madeira - Venezuela – Diana Silva                                                     |
| Top 12                | - Afrique du Sud – Margo Fargo - Chili – Antonia Figueroa - Pays-Bas – Margaretha de Jong - Slovénie – Danijela Burjan                                          |
| Top 18                | - Brésil – Sayonara Veras - Ghana – Belvy Naa Ofori - Japon – Mio Tanaka - Monténégro – Katarina Šećković - Népal – Priya Sigdel (§) - Roumanie – Denisse Andor |

§ Récipiendaires des prix de la Meilleure Éco-Vidéo (Népal) et de la Meilleure Éco-Communication (Mexique). 

### Résultats par catégorie
|                                 |                                 |                                |  |  |
| Bosnie-Herzégovine – Nađa Pepić | Argentine – Dolores Cardoso     | Afrique du Sud – Margo Fargo   |  |  |
| Chili – Antonia Figueroa        | Colombie – Valeria Ayos         | Brésil – Sayonara Veras        |  |  |
| Espagne – Carolina Jane         | Chypre – Maria Aremenáki        | Chili – Antonia Figueroa       |  |  |
| Pays-Bas – Margaretha de Jong   | Monténégro – Katarina Šećković  | Espagne – Carolina Jane        |  |  |
| Philippines – Celeste Cortesi   | Pays-Bas – Margaretha de Jong   | Italie – Sofia Pavan           |  |  |
| Portugal – Telma Madeira        | Philippines – Celeste Cortesi   | Monténégro – Katarina Šećković |  |  |
| Porto Rico – Krystal Xamairy    | Pologne – Aleksandra Grysz      | Népal – Priya Sigdel           |  |  |
| Roumanie – Denisse Andor        | Portugal – Telma Madeira        | Philippines – Celeste Cortesi  |  |  |
| Serbie – Nina Jovanović         | Ukraine – Anastasia Kryvokhyzha | Portugal – Telma Madeira       |  |  |
| Venezuela – Diana Silva         | Venezuela – Diana Silva         | Venezuela – Diana Silva        |  |  |
|                                 |                                 |                                |  |  |

### Ordre d'annonce des finalistes
| 1. Pays-Bas 2. Chili 3. Roumanie 4. Brésil 5. Japon 6. Portugal 7. Slovénie 8. Afrique du Sud 9. Italie 10. Philippines 11. Ghana 12. Colombie 13. Viêt Nam 14. Monténégro 15. Venezuela 16. Autriche 17. Népal 18. Mexique | 1. Mexique 2. Venezuela 3. Chili 4. Pays-Bas 5. Colombie 6. Italie 7. Afrique du Sud 8. Philippines 9. Portugal 10. Autriche 11. Slovénie 12. Viêt Nam | 1. Colombie 2. Philippines 3. Italie 4. Portugal 5. Venezuela 6. Autriche 7. Viêt Nam 8. Mexique | 1. Colombie 2. Mexique 3. Autriche 4. Viêt Nam |

### Réponse gagnante
La réponse gagnante de Miss Terre 2018, Nguyễn Phương Khánh du Viêt Nam:
À la question, "Étant une milléniale, quel est le plus grand problème de votre génération ?" :

« Le plus grand problème de notre génération, ma génération, c'est notre ignorance. Nous avons tellement de technologies, que nous n'utilisons juste que pour les médias sociaux et se soucier de nous-mêmes. Nous devrions passer notre temps à penser et à ressentir ce qui se passe sur Terre en ce moment même et quand de petites actions sont multipliées par un million de personnes on peut changer le monde. »

### Juges
- Wilbert Ting Tolentino – LGBTQ+ Fondateur, President de Webmasters Association des Philippines & Mister Gay Monde Philippines 2009.
- Jacky Fan Zhonglin – Jeune Entrepreneur, Philanthrope, Organisateur de concours de beauté & Président de Yang Gui Group (Philippines).
- Daniele Ponzi – Chef du Groupe thématique Environnement & Ancien spécialiste principal de l'environnement de la Banque asiatique de développement – (Philippines).
- Dr. Cristy Wo – Entrepreneur & Fondatrice de Flower Goddess Incorporated aux Philippines.
- Linh San – Créatrice de mode internationale du Viêt Nam.
- Tram Luu – Mrs. Univers 2017 du Viêt Nam.

## Candidates
Il y a 87 candidates, soit 2 de plus qu'en Miss Terre 2017, et 4 de plus qu'en Miss Terre 2016.
| Pays / Territoire      | Nom                     | Âge    | Taille | Résidence         | Groupe |
| ---------------------- | ----------------------- | ------ | ------ | ----------------- | ------ |
| Afrique du Sud         | Margo Fargo             | 26 ans | 1,74 m | Bloemfontein      | FEU    |
| Allemagne              | Maren Tschinkel         | 20 ans | 1,72 m | Ravensbourg       | FEU    |
| Angleterre             | Abbey-Anne Gyles-Brown  | 20 ans | 1,65 m | Northampton       | AIR    |
| Argentine              | Dolores Cardoso         | 22 ans | 1,70 m | Arrecifes         | FEU    |
| Arménie                | Sona Danielyan          | 22 ans | 1,67 m | Erevan            | FEU    |
| Australie              | Monique Shippen         | 25 ans | 1,73 m | Sydney            | FEU    |
| Autriche               | Melanie Mader           | 26 ans | 1,74 m | Vienne            | EAU    |
| Bahamas                | Samia Lauryn McClain    | 18 ans | 1,75 m | Nassau            | EAU    |
| Belgique               | Faye Bulcke             | 21 ans | 1,75 m | Zonnebeke         | AIR    |
| Belize                 | Renae Martinez          | 21 ans | 1,65 m | Belize City       | AIR    |
| Biélorussie            | Anastasia Schipanova    | 26 ans | 1,83 m | Minsk             | AIR    |
| Bolivie                | Karen Quispe            | 20 ans | 1,76 m | Bermejo           | FEU    |
| Bosnie-Herzégovine     | Nađa Pepić              | 18 ans | 1,72 m | Banja Luka        | EAU    |
| Brésil                 | Sayonara Veras          | 25 ans | 1,77 m | Olinda            | EAU    |
| Cameroun               | Audrey Monkam           | 23 ans | 1,80 m | Buea              | AIR    |
| Cambodge               | Keo Senglyhour          | 20 ans | 1,73 m | Phnom Penh        | EAU    |
| Chili                  | Antonia Figueroa        | 23 ans | 1,77 m | La Serena         | AIR    |
| Chine                  | Guo Yameng              | 21 ans | 1,79 m | Pékin             | EAU    |
| Chypre                 | María Armenáki          | 18 ans | 1,80 m | Ayia Napa         | EAU    |
| Colombie               | Valeria Ayos            | 24 ans | 1,76 m | San Andrés        | AIR    |
| Corée du Sud           | Su-hyun Song            | 25 ans | 1,75 m | Daegu             | FEU    |
| Costa Rica             | Arianna Medrano         | 19 ans | 1,69 m | Puntarenas        | AIR    |
| Crimée                 | Ksenia Sarina           | 25 ans | 1,73 m | Simferopol        | AIR    |
| Croatie                | Michelle Korenic        | 20 ans | 1,74 m | Zagreb            | EAU    |
| Cuba                   | Monica Aguilar          | 19 ans | 1,68 m | Camagüey          | AIR    |
| Curaçao                | Alexandra Atalita       | 24 ans | 1,78 m | Willemstad        | FEU    |
| Danemark               | Kamilla Bang            | 19 ans | 1,82 m | Horsens           | FEU    |
| Égypte                 | Lamia Fathi             | 24 ans | 1,66 m | Le Caire          | EAU    |
| Équateur               | Diana Valdivieso        | 20 ans | 1,81 m | Portoviejo        | EAU    |
| Espagne                | Carolina Jane           | 22 ans | 1,69 m | Cantabria         | FEU    |
| États-Unis             | Yashvi Aware            | 25 ans | 1,67 m | College Park      | FEU    |
| France                 | Allison Dernard         | 25 ans | 1,75 m | Marseille         | AIR    |
| Ghana                  | Belvy Naa               | 25 ans | 1,72 m | Accra             | AIR    |
| Grèce                  | Chrysa Androutsopoulou  | 24 ans | 1,75 m | Patras            | FEU    |
| Guadeloupe             | Orlane Dorocant         | 20 ans | 1,76 m | Gourbeyre         | EAU    |
| Guam                   | Emma Sheedy             | 18 ans | 1,69 m | Yigo              | AIR    |
| Guatemala              | Lisa Hayet              | 24 ans | 1,74 m | Mixco             | EAU    |
| Guyana                 | Xamiera Kippins         | 23 ans | 1,80 m | Georgetown        | EAU    |
| Haïti                  | Falance Benjamin        | 26 ans | 1,75 m | Port-au-Prince    | AIR    |
| Honduras               | Diana Palma             | 21 ans | 1,77 m | Danlí             | FEU    |
| Hongrie                | Réka Lukács             | 25 ans | 1,70 m | Budapest          | AIR    |
| Inde                   | Nishi Bhardwaj          | 23 ans | 1,74 m | New Delhi         | AIR    |
| Indonésie              | Ratu Vashti Annisa      | 23 ans | 1,72 m | Tangerang         | EAU    |
| Irlande                | Sarah Carr              | 24 ans | 1,67 m | Downings          | AIR    |
| Irlande du Nord        | Christie van Schalkwyk  | 24 ans | 1,70 m | Carrickfergus     | EAU    |
| Israël                 | Dana Zreik              | 20 ans | 1,67 m | Olesh             | EAU    |
| Italie                 | Sofia Pavan             | 19 ans | 1,81 m | Padoue            | EAU    |
| Japon                  | Mio Tanaka              | 24 ans | 1,79 m | Komatsu           | AIR    |
| Liberia                | Joicet Jartu Foday      | 23 ans | 1,73 m | Monrovia          | EAU    |
| Malaisie               | Jasmine Yeo             | 25 ans | 1,79 m | Kuching           | FEU    |
| Malte                  | Yanika Azzopardi        | 22 ans | 1,67 m | Mosta             | EAU    |
| Maurice                | Kirty Sujeewon          | 26 ans | 1,66 m | Fond du Sac       | AIR    |
| Mexique                | Melissa Flores          | 20 ans | 1,82 m | Michoacán         | EAU    |
| Moldavie               | Dumitrița Izbișciuc     | 18 ans | 1,75 m | Chișinău          | AIR    |
| Monténégro             | Katarina Šećković       | 24 ans | 1,79 m | Bijelo Polje      | FEU    |
| Myanmar                | Chaw Yupar Thet         | 24 ans | 1,65 m | Rangoun           | AIR    |
| Népal                  | Priya Sigdel            | 23 ans | 1,78 m | Kathmandou        | FEU    |
| Nigeria                | Maristella Okpala       | 25 ans | 1,76 m | Enugu             | FEU    |
| Nouvelle-Zélande       | Jzayla Hughey           | 22 ans | 1,66 m | Auckland          | EAU    |
| Panama                 | Diana Lemos             | 20 ans | 1,72 m | La Chorrera       | FEU    |
| Paraguay               | Larissa Dominguez       | 22 ans | 1,75 m | Asunción          | EAU    |
| Pays-Bas               | Margaretha de Jong      | 21 ans | 1,77 m | Tytsjerksteradiel | FEU    |
| Pérou                  | Jessica Russo           | 22 ans | 1,68 m | Lima              | AIR    |
| Philippines            | Celeste Cortesi         | 21 ans | 1,77 m | Manille           | AIR    |
| Pologne                | Aleksandra Grysz        | 22 ans | 1,76 m | Cracovie          | FEU    |
| Porto Rico             | Krystal Xamairy         | 18 ans | 1,68 m | Arecibo           | EAU    |
| Portugal               | Telma Madeira           | 18 ans | 1,71 m | Porto             | AIR    |
| République dominicaine | Gabriela Franceschini   | 26 ans |        | Saint-Domingue    | FEU    |
| République tchèque     | Tereza Křivánková       | 24 ans | 1,75 m | Prague            | FEU    |
| Réunion                | Alexia Aupin            | 18 ans | 1,65 m | Saint-Joseph      | EAU    |
| Roumanie               | Denisse Andor           | 23 ans | 1,70 m | Bistrita          | FEU    |
| Russie                 | Daria Kartyshova        | 24 ans | 1,73 m | Nijni Novgorod    | FEU    |
| Rwanda                 | Anastasie Umutoniwase   | 19 ans |        | Kigali            | FEU    |
| Samoa                  | Rebecca Sang-Yum        | 20 ans | 1,72 m | Apia              | AIR    |
| Serbie                 | Nina Jovanović          | 18 ans | 1,74 m | Požarevac         | EAU    |
| Sierra Leone           | Alma Nancy Sesay        | 19 ans |        | Port Loko         | FEU    |
| Singapour              | Kara Dong               | 19 ans | 1,75 m | Singapour         | FEU    |
| Slovénie               | Danijela Burjan         | 22 ans | 1,71 m | Zreče             | AIR    |
| Sri Lanka              | Nathasha Fernando       | 21 ans | 1,72 m | Matara            | EAU    |
| Suède                  | Yasmine Mindru          | 19 ans | 1,67 m | Gothenburg        | FEU    |
| Thaïlande              | Nirada Chetsadapriyakun | 26 ans | 1,72 m | Amnat Charoen     | FEU    |
| Tonga                  | Maria Otulao Aholelei   | 21 ans | 1,76 m | Nukuʻalofa        | EAU    |
| Trinité-et-Tobago      | Afeya Jeffrey           | 26 ans | 1,76 m | Point Fortin      | AIR    |
| Ukraine                | Anastasiia Kryvokhyzha  | 23 ans | 1,77 m | Kiev              | EAU    |
| Venezuela              | Diana Silva             | 21 ans | 1,78 m | Caracas           | FEU    |
| Viêt Nam               | Nguyễn Phương Khánh     | 23 ans | 1,71 m | Bến Tre           | FEU    |
| Zambie                 | Margret Konie           | 21 ans | 1,70 m | Lusaka            | AIR    |

## Compétitions

### Tableau des médailles
| Rang | Candidate              | Or | Argent | Bronze | Total |
| ---- | ---------------------- | -- | ------ | ------ | ----- |
|      |                        |    |        |        |       |
| 1    | Mexique                | 3  | 0      | 0      | 3     |
| 2    | Viêt Nam               | 2  | 1      | 0      | 3     |
| 3    | Slovénie               | 2  | 0      | 1      | 3     |
| 4    | Venezuela              | 2  | 0      | 0      | 2     |
| 5    | Philippines            | 1  | 2      | 1      | 4     |
| 6    | Thaïlande              | 1  | 1      | 1      | 3     |
| 7    | Guyana                 | 1  | 1      | 0      | 2     |
| 7    | Portugal               | 1  | 1      | 0      | 2     |
| 9    | Espagne                | 1  | 0      | 2      | 3     |
| 10   | Autriche               | 1  | 0      | 0      | 1     |
| 10   | Russie                 | 1  | 0      | 0      | 1     |
| 10   | Serbie                 | 1  | 0      | 0      | 1     |
| 10   | Sierra Leone           | 1  | 0      | 0      | 1     |
| 14   | République dominicaine | 0  | 2      | 0      | 2     |
| 15   | Italie                 | 0  | 1      | 2      | 3     |
| 16   | Colombie               | 0  | 1      | 0      | 1     |
| 16   | Crimée                 | 0  | 1      | 0      | 1     |
| 16   | Équateur               | 0  | 1      | 0      | 1     |
| 16   | Irlande du Nord        | 0  | 1      | 0      | 1     |
| 16   | Népal                  | 0  | 1      | 0      | 1     |
| 16   | Panama                 | 0  | 1      | 0      | 1     |
| 16   | Pays-Bas               | 0  | 1      | 0      | 1     |
| 16   | Trinité-et-Tobago      | 0  | 1      | 0      | 1     |
| 16   | Zambie                 | 0  | 1      | 0      | 1     |
| 25   | Bosnie-Herzégovine     | 0  | 0      | 2      | 2     |
| 25   | Pérou                  | 0  | 0      | 2      | 2     |
| 27   | Chili                  | 0  | 0      | 1      | 1     |
| 27   | Chine                  | 0  | 0      | 1      | 1     |
| 27   | Guatemala              | 0  | 0      | 1      | 1     |
| 27   | Inde                   | 0  | 0      | 1      | 1     |
| 27   | Monténégro             | 0  | 0      | 1      | 1     |
| 27   | Nigeria                | 0  | 0      | 1      | 1     |
| 27   | Porto Rico             | 0  | 0      | 1      | 1     |
| 27   | Roumanie               | 0  | 0      | 1      | 1     |
|      |                        |    |        |        |       |

### Médaillées
| Compétition                 | Compétition                       | Or                                           | Argent                                           | Bronze |
| --------------------------- | --------------------------------- | -------------------------------------------- | ------------------------------------------------ | ------ |
|                             |                                   |                                              |                                                  |        |
| Costume National            |                                   |                                              |                                                  |        |
| Asie & Océanie              | Nguyễn Phương Khánh Viêt Nam      | Nirada Chetsadapriyakun Thaïlande            | Celeste Cortesi Philippines                      |        |
| Amérique du Nord & Centrale | Melissa Flores Mexique            | Diana Lemos Panama                           | Lisa Hayet Guatemala                             |        |
| Amérique du Sud             | Xamiera Kippins Guyana            | Diana Valdivieso Équateur                    | Jessica Russo Pérou                              |        |
| Afrique                     | Alma Nancy Sesay Sierra Leone     | Margret Konie Zambie                         | Maristella Okpala Nigeria                        |        |
| Europe de l'Ouest           | Carolina Jane Espagne             | Telma Madeira Portugal                       | Sofia Pavan Italie                               |        |
| Europe de l'Est             | Nina Jovanović Serbie             | Ksenia Sarina Crimée                         | Katarina Šećković Monténégro                     |        |
|                             |                                   |                                              |                                                  |        |
| Robe de Soirée              |                                   |                                              |                                                  |        |
| Groupe AIR                  | Danijela Burjan Slovénie          | Celeste Cortesi Philippines                  | Jessica Russo Pérou                              |        |
| Groupe EAU                  | Nguyễn Phương Khánh Viêt Nam      | Sofia Pavan Italie                           | Guo Yameng ' Chine                               |        |
| Groupe FEU                  | Nirada Chetsadapriyakun Thaïlande | Gabriela Franceschini République dominicaine | Denisse Andor Roumanie                           |        |
|                             |                                   |                                              |                                                  |        |
| Maillot de Bain             |                                   |                                              |                                                  |        |
| Groupe AIR                  | Telma Madeira Portugal            | Celeste Cortesi Philippines                  | Danijela Burjan Slovénie                         |        |
| Groupe EAU                  | Melissa Flores Mexique            | Nguyễn Phương Khánh Viêt Nam                 | Nađa Pepić Bosnie-Herzégovine                    |        |
| Groupe FEU                  | Diana Silva Venezuela             | Gabriela Franceschini République dominicaine | Carolina Jane Espagne                            |        |
|                             |                                   |                                              |                                                  |        |
| Tenue d'été                 |                                   |                                              |                                                  |        |
| Groupe AIR                  | Celeste Cortesi Philippines       | Valeria Ayos Colombie                        | Nishi Bhardwaj Inde                              |        |
| Groupe EAU                  | Melissa Flores Mexique            | Christie van Schalkwyk Irlande du Nord       | Nađa Pepić Bosnie-Herzégovine Sofia Pavan Italie |        |
| Groupe FEU                  | Diana Silva Venezuela             | Margaretha de Jong Pays-Bas                  | Carolina Jane Espagne                            |        |
|                             |                                   |                                              |                                                  |        |
| Talent                      |                                   |                                              |                                                  |        |
| Groupe AIR                  | Danijela Burjan Slovénie          | Afeya Jeffrey Trinité-et-Tobago              | Antonia Figueroa Chili                           |        |
| Groupe EAU                  | Melanie Mader Autriche            | Xamiera Kippins Guyana                       | Krystal Xamairy Porto Rico                       |        |
| Groupe FEU                  | Daria Kartyshova Russie           | Priya Sigdel Népal                           | Nirada Chetsadapriyakun Thaïlande                |        |
|                             |                                   |                                              |                                                  |        |

### Prix spéciaux locaux
|                                                        |                                                                                               |  |  |  |
| Miss Terre sans plastique - 1re dauphine - 2e dauphine | - Nigeria – Maristella Okpala - Indonésie – Ratu Vashti Annisa - Afrique du Sud – Margo Fargo |  |  |  |
| Prix de la Presse                                      | - Guam – Emma Sheedy                                                                          |  |  |  |
| Déesse d'Albay - 1re dauphine - 2e dauphine            | - Portugal – Telma Madeira - Philippines – Celeste Cortesi - Slovénie – Danijela Burjan       |  |  |  |
| Meilleure en Terno - 1re dauphine - 2e dauphine        | - Portugal – Telma Madeira - Philippines – Celeste Cortesi - Pérou – Jessica Russo            |  |  |  |
|                                                        |                                                                                               |  |  |  |

### Prix sponsorisés
|                                                |                                                                                       |  |  |  |
| Miss Brisa Marina                              | - République dominicaine – Gabriela Franceschini                                      |  |  |  |
| Miss CBNC Choice Award                         | - Espagne – Carolina Jane                                                             |  |  |  |
| Miss Coral Bay Nickel Corporation Choice Award | - Espagne – Carolina Jane                                                             |  |  |  |
| Miss Terre JACMI                               | - Mexique – Melissa Flores                                                            |  |  |  |
| Miss Ever Bilena                               | - Indonésie - Ratu Vashti Annisa                                                      |  |  |  |
| Miss People's Choice City Ambassadress         | - Indonésie – Ratu Vashti Annisa                                                      |  |  |  |
| Miss Psalmstre New Placenta                    | - Indonésie – Ratu Vashti Annisa - Brésil – Sayonara Veras - Mexique – Melissa Flores |  |  |  |
| Miss Pontefino Estates                         | - Brésil – Sayonara Veras                                                             |  |  |  |
| Miss Pontefino Hotel                           | - Porto Rico – Krystal Xamairy                                                        |  |  |  |
| Miss Puerto Princesa Agutaya Club              | - Afrique du Sud – Margo Fargo                                                        |  |  |  |
| Miss Puerto Princesa Centro Hotel              | - Viêt Nam – Nguyễn Phương Khánh                                                      |  |  |  |
| Miss Robig Builders                            | - Viêt Nam – Nguyễn Phương Khánh                                                      |  |  |  |
| Miss Ruj Beauty Care & Spa                     | - Viêt Nam – Nguyễn Phương Khánh                                                      |  |  |  |
| Miss Sharp Award                               | - Irlande du Nord – Christie van Schalkwyk                                            |  |  |  |
| Miss Sponsor of DV Boer Farm Ambassadress      | - Népal – Priya Sigdel                                                                |  |  |  |
| Miss Sponsor of Facial Cleanse Ambassadress    | - Guam – Emma Sheedy                                                                  |  |  |  |
| Miss Sponsor of Forever Living Ambassadress    | - Ghana – Belvy Naa                                                                   |  |  |  |
| Miss Sponsor of Infinity Closet                | - Pérou – Jessica Russo                                                               |  |  |  |
| Miss Wellness Lumiere Skin & Spa               | - Espagne – Carolina Jane                                                             |  |  |  |
| Miss Visit Laus Auto Group                     | - Espagne – Carolina Jane                                                             |  |  |  |
| Miss Junca Beauty 2018                         | - Angleterre – Abbey-Anne Gyles-Brown                                                 |  |  |  |
|                                                |                                                                                       |  |  |  |

## Organisation
Le 26 juillet 2018, il est annoncé sur les réseaux sociaux de l'Organisation Miss Terre que cette édition se déroulera aux Philippines, du 6 octobre au 3 novembre 2018.